# Erythranthe tibetica
Erythranthe tibetica är en gyckelblomsväxtart som först beskrevs av Pu Chiu Tsoong och H.P.Yang, och fick sitt nu gällande namn av Guy L. Nesom. Erythranthe tibetica ingår i släktet Erythranthe och familjen gyckelblomsväxter. Inga underarter finns listade i Catalogue of Life.